# People's Choice Awards 1995
La 21ª edizione dei People's Choice Awards, presentata da Tim Daly e Annie Potts, si è svolta agli Universal Studios Hollywood il 5 marzo 1995 ed è stata trasmessa dalla CBS.
In seguito sono elencate le categorie. Il relativo vincitore è stato indicato in grassetto.

## Cinema

### Film preferito
- Forrest Gump, regia di Robert Zemeckis
- Il re leone (The Lion King), regia di Roger Allers e Rob Minkoff
- Santa Clause (The Santa Clause), regia di John Pasquin

### Film drammatico preferito
- Forrest Gump, regia di Robert Zemeckis
- Intervista col vampiro (Interview with the Vampire: The Vampire Chronicles), regia di Neil Jordan
- Speed, regia di Jan de Bont

### Film commedia preferito
- Santa Clause (The Santa Clause), regia di John Pasquin
- Forrest Gump, regia di Robert Zemeckis
- Scemo & più scemo (Dumb & Dumber), regia di Peter Farrelly

### Attore preferito in un film drammatico
- Tom Hanks – Forrest Gump
- Kevin Costner – Wyatt Earp
- Harrison Ford – Sotto il segno del pericolo (Clear and Present Danger)

### Attrice preferita in un film drammatico
- Jodie Foster – Nell
- Demi Moore – Rivelazioni (Disclosure)
- Julia Roberts – Inviati molto speciali (I Love Trouble)

### Attore preferito in un film commedia
- Tim Allen – Santa Clause (The Santa Clause)

### Attrice preferita in un film commedia
- Whoopi Goldberg – Una moglie per papà (Corrina, Corrina)

## Televisione

### Serie televisiva drammatica preferita
- E.R. - Medici in prima linea (ER)
- Melrose Place
- NYPD - New York Police Department (NYPD Blue)

### Serie televisiva commedia preferita
- Quell'uragano di papà (Home Improvement)
- Pappa e ciccia (Roseanne)
- Seinfeld

### Nuova serie televisiva drammatica preferita
- E.R. - Medici in prima linea (ER)

### Nuova serie televisiva commedia preferita
- Friends

### Attore televisivo preferito
- Tim Allen – Quell'uragano di papà (Home Improvement)
- Kelsey Grammer – Frasier
- Jerry Seinfeld – Seinfeld

### Attrice televisiva preferita
- Roseanne Barr – Pappa e ciccia (Roseanne)
- Gillian Anderson – X-Files (The X-Files)
- Candice Bergen – Murphy Brown

### Attore preferito in una nuova serie televisiva
- Anthony Edwards – E.R. - Medici in prima linea (ER)

### Attrice preferita in una nuova serie televisiva
- Ellen DeGeneres – Ellen

## Musica

### Artista maschile preferito
- Garth Brooks
- Vince Gill
- Alan Jackson

### Artista femminile preferita
- Reba McEntire

### Gruppo musicale preferito
- Aerosmith

## Altri premi

### People's Choice Awards Honoree
- Ron Howard